# Oldersbek
Oldersbek település Németországban, Schleswig-Holstein tartományban. Lakosainak száma 750 fő (2023. december 31.).

## Népesség
A település népességének változása:
| Lakosok száma | 433  | 642  | 730  | 733  | 740  | 742  | 750  |
|               | 1975 | 2014 | 2017 | 2019 | 2021 | 2022 | 2023 |